# Pulstryck
Pulstryck är en term för skillnaden mellan systoliskt och diastoliskt blodtryck. Ett högt pulstryck anger att skillnaden är stor. Pulstrycket beror på aortas tänjbarhet relativt slagvolymen i hjärtkammaren. Pulstrycket kan räknas ut genom att subtrahera diastoliska trycket från det systoliska trycket.
Om den arteriala pulsen känns mycket kraftig (hyperkinetisk puls), kan detta vara ett tecken på högt pulstryck. På motsatt sätt kan en svag puls vara ett tecken på lågt pulstryck.
Orsaker till högt pulstryck, vilket tilltar i vanlighet med åldern, kan vara artärstelhet, i sin tur ett tecken på en hjärt- och kärlsjukdom. Det ökade pulstrycket från aorta belastar den vänstra kammaren och kan leda till  vänsterkammarhypertrofi som sedan ger än lägre diastoliskt tryck. Vidare kan pulstrycket belasta endotelet och orsaka ateroskleros samt leda till att plack i artärerna lossnar. Ökat pulstryck ger också ökad benägenhet för skleros och plack, med mera.